# Pansenazidose
Die Pansenazidose oder Übersäuerung des Pansens ist eine Stoffwechselstörung bei Wiederkäuern infolge strukturarmer Fütterung, die durch einen stark abfallenden pH-Wert (unter 5,8) gekennzeichnet ist. Bei pH-Werten zwischen 5,2 und 5,8 spricht man von einer subakuten Pansenazidose, die meist ohne klinische Erscheinungen bleibt. Das Gegenteil der Pansenazidose ist die Pansenalkalose.

## Symptome
In leichteren Fällen ist die Futteraufnahme verringert und dadurch auch die Leistung geringer. Bei mittleren Fällen hört die Nahrungsaufnahme auf, die Milch versiegt und es treten schwere Verdauungsstörungen wie Koliken und Durchfall auf sowie Teilnahmslosigkeit, Schwanken und Lahmheit. Bei schweren Fällen liegen die Tiere fest und verenden sogar, wenn sie nicht behandelt werden. Infolge eines sekundär entstehenden Thiaminmangels kann es zu einer Hirnrindennekrose kommen.

## Ursachen
Eine häufige Ursache ist ein zu hoher Anteil an Konzentratfutter in der Gesamtfutterration. Da die hier gewonnenen Kohlenhydrate zu leicht verdaulich sind, entstehen beim mikrobiellen Abbau der Stärke große Mengen von kurzkettigen Fettsäuren. Entscheidend für die Entstehung sind aber vor allem  die durch Fehlgärung vermehrt entstehende Menge an Milchsäure (Laktat), die mit einer Säurekonstante von 3,8 deutlich stärker ansäuernd wirkt als Fettsäuren. Zudem sinkt die Aktivität des Wiederkäuens, wodurch zu wenig alkalischer Speichel in den Pansen gelangt und der Panseninhalt übersäuert. Hierbei besteht die Möglichkeit, dass die Kleinlebewesen im Pansen absterben und somit das Futter schlechter verdaut wird.

## Behandlung und Vorbeugung
Sowohl zur Behandlung als auch zur Prävention dienen die Verabreichung von gutem Heu und vor allem von Natriumbicarbonat zur Neutralisation. Weiterhin sollten nicht mehr als 250 bis 300 g Kraftfutter pro kg Milchleistung verfüttert werden. Der optimale Rohfasergehalt einer Ration liegt bei 18 bis 20 % der Trockenmasse, in einer totalen Mischration sollte der Rohfasergehalt nicht unter 16 % liegen. Die Rohfaser sorgt im Pansen für den sogenannten „Piekseffekt“, es werden physikalische Reize ausgeübt, welche die Mischbewegungen des Pansens (Pansenmotorik) anregen und so Pansenübersäuerungen entgegenwirken.
Bei mittleren und schweren Fällen sollte ein Tierarzt hinzugezogen werden.